# NGC 5494
NGC 5494 este o emission-line galaxy⁠(d) situată în constelația Centaurul. A fost descoperită în 30 martie 1835 de către John Herschel. Se află la o distanță de 34,59 de megaparseci de Pământ.